# Dione glycera
Dione glycera (denominada, em língua castelhana, Mariposa espejo) é uma borboleta neotropical da família Nymphalidae e subfamília Heliconiinae, nativa da Colômbia e Venezuela até o Chile e a Argentina, na encosta oeste dos Andes. Foi classificada por C. & R. Felder, em 1861. Suas lagartas atacam algumas espécies de Passiflora.

## Descrição
Indivíduos desta espécie possuem as asas de coloração laranja, mais escuro na junção das asas anteriores com o corpo, vistos por cima, com diversas faixas amarronzadas, quase negras, por sobre a venação das asas anteriores e posteriores, imitando um rendilhado (similar a Dione moneta). Vistos por baixo, sua principal característica é um padrão de manchas em prata que resplandecem na luz, principalmente nas asas posteriores.

## Hábitos
Segundo Adrian Hoskins, esta espécie é encontrada em habitats florestais úmidos entre altitudes de 1.600 até 3.500 metros, sendo mais comuns em áreas ensolaradas e com arbustos. Se alimentam de substâncias mineralizadas do solo e de substâncias retiradas de flores.

## Subespécies
Dentro do gênero Dione, apenas Dione glycera não possui diferenciação em subespécies.